# San Lazzaro implora la Vergine per la città di Sarzana
San Lazzaro implora la Vergine per la città di Sarzana è un dipinto ad olio su tela (213x149 cm) di Domenico Fiasella, databile al 1616 e conservato nella Chiesa parrocchiale di San Lazzaro a Sarzana.
L'opera è la prima commissione dell'artista sarzanese per la sua città natale, considerata tra le più significative della sua produzione artistica.

## Storia
Il 4 marzo 1616 i Protettori dell'Opera di Santa Maria di Sarzana, i quali gestivano anche le attività e i beni dell'antico ospitale di San Lazzaro, commissionarono al Sarzana (così veniva chiamato il Fiasella) una pala d'altare da collocare nella piccola chiesa del Lazzaretto. Il termine della consegna del dipinto fu stabilito per il 20 aprile successivo, il che induce a pensare che il pittore fosse presente al momento della delibera, anche se ciò non è detto esplicitamente nel documento.
Nel 1876 lo studioso genovese Achille Neri scrisse un breve opuscolo intitolato Un quadro affatto ignoto di Domenico Fiasella, nel quale ricostruì la storia della tela di San Lazzaro attraverso i documenti storici, riconoscendone anche l'importanza storico-artistica. Egli inoltre auspicò che il dipinto trovasse più degna collocazione nella nuova chiesa parrocchiale della frazione (consacrata nel 1880), dato che gli edifici del Lazzaretto erano ormai in stato di abbandono. L'appello del Neri fu accolto e la tela venne collocata definitivamente sull'altare laterale di destra.
Successivamente al trasferimento, l'opera fu probabilmente accorciata di pochi centimetri ai lati a causa di lacerazioni e bruciature. 
In seguito al restauro effettuato nel 1990, sul retro della tela è stata individuata una scritta con il nome del pittore in forma abbreviata, accompagnata dallo schizzo di un'imbarcazione. Probabilmente l'artista volle provare la propria firma prima di apporla sul margine inferiore del dipinto.

## Descrizione
Nella parte inferiore del dipinto è rappresentata una veduta di Sarzana, città natale dell'artista, verso la quale egli provava un forte sentimento di appartenenza. A sinistra, sormontata da un grande stemma di Genova, si vede la Porta del Mare (o Porta Genova) in corrispondenza del grande sperone rinforzato; oggi questo luogo corrisponde all'odierna piazza San Giorgio.
Al centro spiccano le torri campanarie della Pieve di Sant'Andrea e della cattedrale di Santa Maria Assunta, in mezzo alle quali l'artista colloca la mole della Fortezza di Sarzanello, la quale in realtà si situa ben al di fuori dell'inquadratura. Questa piccola ma significativa modifica al paesaggio sarzanese mostra come per Fiasella fosse fondamentale far riconoscere la sua città attraverso tutti i suoi simboli architettonici. Al di là della città fortificata si intravedono le sagome delle Alpi Apuane innevate.
Un cielo tempestoso grava sulla città, annullando le sporadiche presenze umane, come la donna con il cesto di panni in testa o il soldato di vedetta sul camminamento delle mura.
La scena principale si svolge però sulle solide e voluminose nuvole grigie, le quali rappresentano una sorta di limbo che separa il mondo terreno dal mondo divino.
Il Lazzaro mendicante a sinistra  si incarica pietoso di intercedere presso la Vergine Maria in favore degli abitanti di Sarzana.
L'elemento di novità stilistico è costituito dall'accentuato naturalismo del nudo del Santo, lodatissimo anche dal Neri, il quale parla di "sublime produzione dell'arte".
Il santo, che porta su di sé tutte le piaghe della sua malattia, ha in mano una specie di flagello a piastre in legno, simbolo di penitenza, ed è vestito di stracci logori, raffigurati secondo la tipica iconografia del Lazzaro mendicante.
Accanto a Lazzaro, nascosto nella penombra, c'è il cane simbolo di fedeltà, che secondo il Vangelo lo accompagnava leccandogli le ferite.
Maria, seduta come su un trono e vestita con abiti sontuosi, è raffigurata mentre ascolta con attenzione e compassione le preghiere del Santo. La Vergine è avvolta interamente dal fulgore celeste e da una moltitudine di puttini che osservano curiosi la scena.
In braccio alla Vergine è presente il Bambino, il quale, più che benedire, sembra assolvere dalle loro colpe i poveri peccatori.
Egli tiene nella mano sinistra uno scettro dorato, mentre l'angelo posto dietro Maria sorregge una corona decorata con il simbolo di Genova. Questi due attributi risultano evidentemente incongrui e inseriti a forza nell'immagine; infatti è ragionevole pensare ad un'aggiunta posteriore alla solenne cerimonia del 25 marzo 1637, durante la quale la Vergine fu proclamata Regina della Repubblica genovese.
La marcata originalità dell'opera sta quindi nell'accostamento della figura della Madonna, classicamente impostata, con quella del Lazzaro mendicante, di chiara matrice seicentesca.
Questo è infatti un dipinto dove si possono incontrare le due grandi correnti artistiche del Seicento: il naturalismo e il classicismo.
Inoltre le nubi e i panneggi rivelano un'accurata attenzione allo studio sugli effetti della luce e delle ombre, molto caro a Fiasella.

### Curiosità
Nell'opera non mancano alcuni elementi ambigui o che destano particolare interesse per i loro rimandi storico-artistici.
Tra questi c'è sicuramente l'angelo con le ali nere. Questa figura non ha ancora una precisa definizione e fino ad oggi nessun studioso si è sbilanciato in merito. Ciò che incuriosisce, oltre al colore particolare delle sue ali, è anche la tonalità della sua carnagione, decisamente più rosea e scura rispetto a quella degli altri angeli presenti nell'opera. Anche la sua gestualità, il suo indicare verso il basso e il suo sguardo malizioso offrono notevoli spunti alla fantasia.
Da rimarcare infine un chiaro omaggio al pittore fiorentino Andrea del Sarto, tanto amato dallo stesso Fiasella. Il fermacapelli indossato da Maria è decisamente fuori moda per l'epoca seicentesca; Fiasella, infatti, riproduce dettagliatamente quello che il pittore rinascimentale dipinse sulla testa di Santa Caterina d'Alessandria nella tavola conservata nell'antica chiesa di San Domenico in Sarzana (oggi non più esistente), dipinto che all'epoca era molto amato dai sarzanesi. Con questo gesto Fiasella volle così farsi ben volere dai suoi concittadini.

## La cornice
Nel 1880 fu trasportata nella nuova chiesa di San Lazzaro anche l'incorniciatura telata composta da tre pannelli di uguali dimensioni e dipinti a tempera da mano ignota. È in questa occasione che il dipinto subì probabilmente una decurtazione in alto e in basso, della quale si è avuta conferma durante il restauro del 1990.
I tre pannelli furono commissionati nel 1630 da Giovanni de Negri, il quale all'epoca gestiva l'osteria che si trovava all'interno del complesso dell'antico ospitale di San Lazzaro. Ciò è evidente dalle iscrizioni presenti nella parte inferiore dei due pannelli verticali:
Joannes de Nigris sarz. / Fecit pro sua devotione anno domini 1630
cioè Giovanni de Negri da Sarzana / Fece realizzare per sua devozione nell'anno 1630.
I tre pannelli sono caratterizzati dalla presenza di una serie di volti di Santi, tra i quali spiccano le sagome di San Francesco d'Assisi, San Giuseppe, San Francesco da Paola, San Pietro, San Giovanni Battista, Santa Barbara, Santa Apollonia, San Giacomo il Maggiore e San Nicola di Bari. Essi sono tutti volti tipici del Pantheon Sarzanese, cioè quei Santi che in epoca seicentesca erano particolarmente venerati nel territorio di Sarzana.
Interessante è poi la rappresentazione della scena dell'Annunciazione, con le figure di Maria, nel pannello di sinistra, e dell'Arcangelo Gabriele, nel pannello di destra.